# Aramagóto
Aramagóto (Arámayána), jedno od podplemena Trio ili Tiriyó Indijanaca, karipske porodice, koji su nekoć živjeli uz rijeke Parú de Oeste i Citare na sjeveru brazilske države Pará i susjednom Surinamu. Navode se pod još nekoliko sličnih naziva: Aramakoto, Aramogoto, Aramagotou, Aramacoutou, Aramgoto. 
James Stuart Olson navodi da im populacija iznosi manje od 100. Ostaci im žive s drugim gotovo nestalim plemenima u tiriyoskom selu Kwamalasamutu, u južnom Surinamu, ali njihov broj više nije poznat.